# 1824 en Italie
Chronologie de l'Italie
- 1820
- 1821
- 1822
- 1823
- 1824
- 1825
- 1826
- 1827
- 1828

## Événements
- 13 mars : Charles-Louis devient duc de Lucques après la mort de sa mère Marie-Louise[1].
- 18 juin : mort du grand-duc de Toscane Ferdinand III. Son fils Léopold II lui succède[2].

## Culture

### Opéras créés en 1824
- 4 février : L'ajo nell'imbarazzo (Le Précepteur dans l'embarras) , opéra en deux actes (opera buffa) de Gaetano Donizetti, livret de Jacopo Ferretti, créé au Teatro Valle de Rome[3].
- 7 février : création de Gli amici di Siracusa (it)  opéra en trois actes (melodramma eroico) de Saverio Mercadante, livret de Jacopo Ferretti, au Teatro Argentina de Rome[4]
- 7 mars : Il crociato in Egitto  (Le Croisé en Égypte) , opéra en deux actes  (melodramma eroico) de Giacomo Meyerbeer, livret de Gaetano Rossi, créé à La Fenice de Venise.
- 28 juillet : Emilia di Liverpool, opéra en deux actes (semiseria) de Gaetano Donizetti, créé au Teatro Nuovo de Naples.

## Naissances en 1824
- 4 janvier : Cristiano Banti, peintre, lié au mouvement des Macchiaioli. († 4 décembre 1904)
- 26 janvier : Lorenzo Gelati, peintre, proche des artistes du mouvement pictural des Macchiaioli. († 18 mai 1895)
- 3 août : Rocco Verduci, révolutionnaire et patriote de l'unification italienne, martyr de l'insurrection dans le royaume des Deux-Siciles de 1847. († 2 octobre 1847).
- 9 octobre : Carlo Ademollo, peintre. († 15 juillet 1911).

- Andrea Vinai, peintre, connu principalement pour ses sujets religieux. († 1893)

## Décès en 1824
- 24 janvier : Ercole Consalvi, cardinal, secrétaire d'État de Pie VII de 1800 à 1806 et de 1814 à 1823 (° 8 juin 1757).